# Вогні Помпеї
Вогні Помпеї (англ. The Fires of Pompeii) — другий епізод четвертого сезону поновленого британського науково-фантастичного телесеріалу «Доктор Хто». Уперше транслювався на телеканалі BBC One 12 квітня 2008 року.
Події в епізоді відбуваються незадовго до та під час виверження Везувію 79 року. Десятий Доктор (грає Девід Теннант) та його нова супутниця Донна Ноубл (грає Кетрін Тейт) роблять подорож до Помпеї, де вони розкривають вторгнення інопланетян. Їх суперечливі світогляди ставлять етичну дилему для Доктора.
Епізод був знятий у римських знімальних студіях «Чінечітта», що є першим випадком знімання епізоду поновленого «Доктора Хто» за межами Великої Британії. Випуск епізоду перешкоджався пожежею біля знімальних сцен за кілька тижнів до знімання та через проблеми з переправкою виробничої команди до Європи.
Відгуки критиків щодо епізоду були переважно змішані. Моральну дилему, на якій основано епізод, і з якою стикається Доктор: наполягання Донни на тому, щоб він врятував сім'ю від виверження вулкана, цим порушивши часові закони — високо оцінили критики. Однак сценарій епізоду розкритикували, зокрема через акторів другорядних ролей: діалоги між ними описали як «одновимірні», а діалог Пітера Капальді та Філа Девіса як «мазгливий і сердитий».